# 蘇聯民航244號班機劫機事件
蘇聯民航244號班機 於1970年10月14日被劫機，事件成爲蘇聯境内首宗劫機成功的個案。

## 摘要
立陶宛裔的普拉納斯·布拉津斯卡斯和他十三歲的兒子阿爾吉爾達斯劫持了一架自巴統出發，中途往蘇呼米，最後往克拉斯諾達爾的國内航班，打算叛逃蘇聯。在此之前普拉納斯已經被蘇聯當局以他在國營商店的經濟犯罪爲由分別於1955年和1965年判處囚禁。 他們在這個航班裏挑選了靠近駕駛艙的座位，並在起飛後的五分鐘，在高空距離地面八百米的時候叫乘務員娜傑日達·庫琴科把帶有威脅語句的紙條交給駕駛艙人員。
字條的内容如下:
第九號命令

1. 我命令以指定路綫飛行。

2. 切斷無綫電通訊。

3. 無法執行以上命令—死亡 

(自由歐洲) P.K.Z.Tse
克雷洛夫將軍。
庫琴科隨即跑向駕駛艙方向，之後嘗試以肉身擋在駕駛艙的門前並大聲呼叫劫機者有武器。她隨即被劫機者近距離槍擊兩次，當場死亡。
數名機組人員亦因槍擊受傷。普拉納斯·布拉津斯卡斯聲稱槍擊是因爲機上的兩名武裝人員還擊所造成。根據俄羅斯媒體報導，布拉津斯卡斯之所以會開槍是因爲有乘務員跑向駕駛室警告機師有劫機者，而當時在機上是沒有武裝人員的。 劫機者要求飛機降落在土耳其的特拉布宗。

## 後續
飛機降落後布拉津斯卡隨即被土耳其政府逮捕，但土耳其拒絕引渡他們回蘇聯。 43名乘客以及庫琴科的遺體隨機飛回蘇聯。在庫琴科死後，幾乎所有的蘇聯民航客機上都會安排幾名蘇聯内務部的人員在内。
而普拉納斯·布拉津斯卡斯被當局判處八年有期徒刑，他的兒子也被判處兩年有期徒刑。.在服刑兩年後兩父子被土耳其大赦。在1976年他們從安卡拉前往委内瑞拉，兩個月之後飛往加拿大，最後到達美國紐約。他們隨即被逮捕，但隨後允許申請政治庇護。
蘇聯政府譴責美國賦予謀殺犯庇護權，並要求將其引渡。直到1991年蘇聯解體以前，蘇聯政府一直敦促美方引渡布拉津斯卡兩父子，並稱美國藏匿攻擊社會主義國家航班的恐怖分子。因此蘇聯政府對於襲擊美國國民的恐怖行動采取了截然不同的態度，例如 阿基萊·勞倫號劫船事件。
在2002年的聖莫尼卡，阿爾吉爾達斯(現在名爲Albert Victor White)在一次家庭糾紛中謀殺了他的七十七歲父親普拉納斯(當時命名為Frank White)，隨後被定罪。

## 大衆文化
- "女畢業生": 基於此劫機事件改編的電影，於1973年上映。